# 门采尔·伊万
门采尔·伊万（匈牙利語：Menczel Iván，1941年12月14日—2011年11月26日），匈牙利男子足球运动员，司职中场。他曾代表匈牙利国家队参加1968年夏季奥林匹克运动会足球比赛，获得一枚金牌。